# النزاع الكولومبي
بدأ النزاع الكولومبي في منتصف ستينيات القرن الماضي باعتباره حربًا غير متكافئة منخفضة الحدة بين حكومة كولومبيا والمجموعات شبه العسكرية ونقابات الجريمة والعصابات الشيوعية مثل القوات المسلحة الثورية الكولومبية وجيش التحرير الوطني، إذ تقاتلوا لزيادة تأثيرهم على المناطق الكولومبية. تُعدّ الشركات متعددة الجنسيات وحكومة الولايات المتحدة من أبرز المساهمين الدوليين في النزاع الكولومبي.
يتجذر تاريخيًا النزاع المعروف باسم اللا فيولنسا، والذي اشتعل إثر اغتيال الزعيم السياسي الشعبوي خورخي إليسير غايتان عام 1948، وفي أعقاب القمع الشديد المدعوم من الولايات المتحدة ضد الشيوعيين في المناطق الريفية الكولومبية في ستينيات القرن الماضي ما أدى بمقاتلي المليشيات الليبرالية والشيوعية إلى إعادة الانتظام في القوات المسلحة الثورية الكولومبية.
تتنوع أسباب الصراع بين كل مجموعة ومجموعة. تدعي القوات المسلحة الثورية الكولومبية والمجموعات الحربية الأخرى أنها تقاتل من أجل حقوق الفقراء في كولومبيا ولحمايتهم من عنف الحكومة وتوفير العدالة الاجتماعية من خلال الشيوعية. تدعي الحكومة الكولومبية أنها تقاتل من أجل النظام والاستقرار ولحماية حقوق ومصالح مواطنيها. تدعي المجموعات شبه العسكرية أنها تستجيب للتهديدات الملموسة من حركات العصابات. انخرطت كل الأطراف في تهريب المخدرات والإرهاب وتلقت العديد من الانتقادات لخروقاتها المهولة لحقوق الإنسان.
وفقًا لدراسة أجراها المركز الوطني الكولومبي للذاكرة التاريخية، مات 220 ألف شخص في الصراع ما بين عامي 1958 و2013، معظمهم من المدنيين (177,307 مدني و40,787 مقاتل) وأجبر أكثر من 5 ملايين مدني على ترك منازلهم بين عامي 1985-2012، ما ولَّد ثاني أكبر عدد سكان في العالم من المشردين داخليًا. كان 16.9% من سكان كولومبيا ضحايا مباشرين للحرب. تشرد 2.3 مليون طفل من منازلهم، وقُتل 45 ألف طفل وفقًا لشخصيات وطنية استشهدت بها اليونيسف. في المجمل، ثلث الضحايا المسجلين البالغ عددهم 7.6 مليون كانوا أطفالًا، ومنذ عام 1985 اختفى 8 آلاف طفل. أنشئت وحدة خاصة للبحث عن أشخاص اعتبروا مفقودين في سياق وبسبب الصراع المسلح.
في الثالث والعشرين من يونيو عام 2016، وقعت الحكومة الكولومبية ومتمردو القوات المسلحة الثورية الكولومبية اتفاقية وقف إطلاق نار تاريخية، ما قربهم من إنهاء صراع دام خمسة عقود. رغم رفض الاتفاقية في أكتوبر التالي في الاستفتاء الكولومبي لاتفاقية السلام عام 2016، قُلِّد الرئيس الكولومبي خوان مانويل سانتوس في الشهر نفسه جائزة نوبل للسلام لجهوده في تقريب بلاده من نهاية حرب أهلية دامت خمسين عامًا. وُقعت اتفاقية سلام منقحة في الشهر التالي ورُفعت للكونغرس للموافقة عليها. وافق مجلس النواب بالإجماع على الاتفاقية في الثلاثين من نوفمبر بعد يوم من دعم مجلس الشيوخ للاتفاقية. بحلول عام 2020 عاد القتال مجددًا.

## النزاع المسلح
ظهر الصراع المسلح في كولومبيا نتيجةً لتوليفة من العوامل الاقتصادية والسياسية والاجتماعية في البلاد. تُرجع منظمات مختلفة وعلماء درسوا النزاع إلى تاريخ طويل من العنف السياسي وتفاوت كبير اقتصادي واجتماعي والافتقار لدولة قوية قادرة على توفير الدعم لمواطنيها (لا سيما في المناطق الريفية والبعيدة) والنزاع بين الأيديولوجيات السياسية (بصورة أساسية بين مجموعات اليمين الرأسمالية التي تمثلها الحكومة ومجموعات اليسار الشيوعي التي تمثلها المجموعات المسلحة) والتوزيع غير المتساوي للأرض والسلطة والثروة في البلاد. ما زال الموعد الدقيق لبداية الصراع محل نزاع، إذ يدعي بعض العلماء أنه بدأ عام 1958 مع بداية الجبهة الوطنية ونهاية اللا فيولنسا (أي «العنف»)، بينما يعتقد آخرون أن بداية الصراع كانت عام 1964 مع تشكيل القوات المسلحة الثورية الكولومبية ونهاية الجبهة الوطنية. يُرجع بعض العلماء الصراع إلى عشرينيات القرن الماضي مع التوزيع غير المتساوي للأرض في البلاد والتي كانت إحدى أهم الأسباب والخلافات للنزاع على مدى السنوات.
في بدايات فترة سبعينيات القرن الماضي ركزت المجموعات الحربية مثل القوات المسلحة الثورية الكولومبية وجيش التحرير الوطني على شعار مساواة أكبر من خلال الشيوعية، والذي دعمه الكثير من الناس خصوصا في المناطق الريفية ومن ذوي الدخل المنخفض. خلال هذه الفترة كان العنف منخفض الحدة وتركز في الأجزاء البعيدة من البلاد. ومع ذلك، انزاح توازن القوة والتأثير في منتصف الثمانينيات عندما ضمنت كولومبيا استقلالًا سياسيًا وماليًا أكبر للحكومات المحلية، ما قوّى موقف الحكومة الكولومبية في المناطق الأكثر بعدًا في البلاد. في عام 1985، وخلال محادثات السلام بين الرئيس بيليساريو بينتاكور والقوات المسلحة الكولومبية الثورية، شاركت المجموعات المسلحة في تأسيس الحزب السياسي اليساري «الاتحاد الوطني» بصفته طريقًا لنبذ العنف والانتقال في نهاية المطاف إلى السياسة. ومع ذلك، في الفترة ما بين عامي 1958 و2002 قتلت المجموعات شبه العسكرية بمساعدة ودعم بعض أجزاء الحكومة وأخفت 4153 عضوًا ومناصرًا للحزب، بما في ذلك مرشحين للرئاسة وستة من 16 عضو كونغرس و17 ممثل عن المناطق و163 مستشار. فتك هذا القتل الممنهج بالمنظمة وفاقم من الصراع المتوسع.

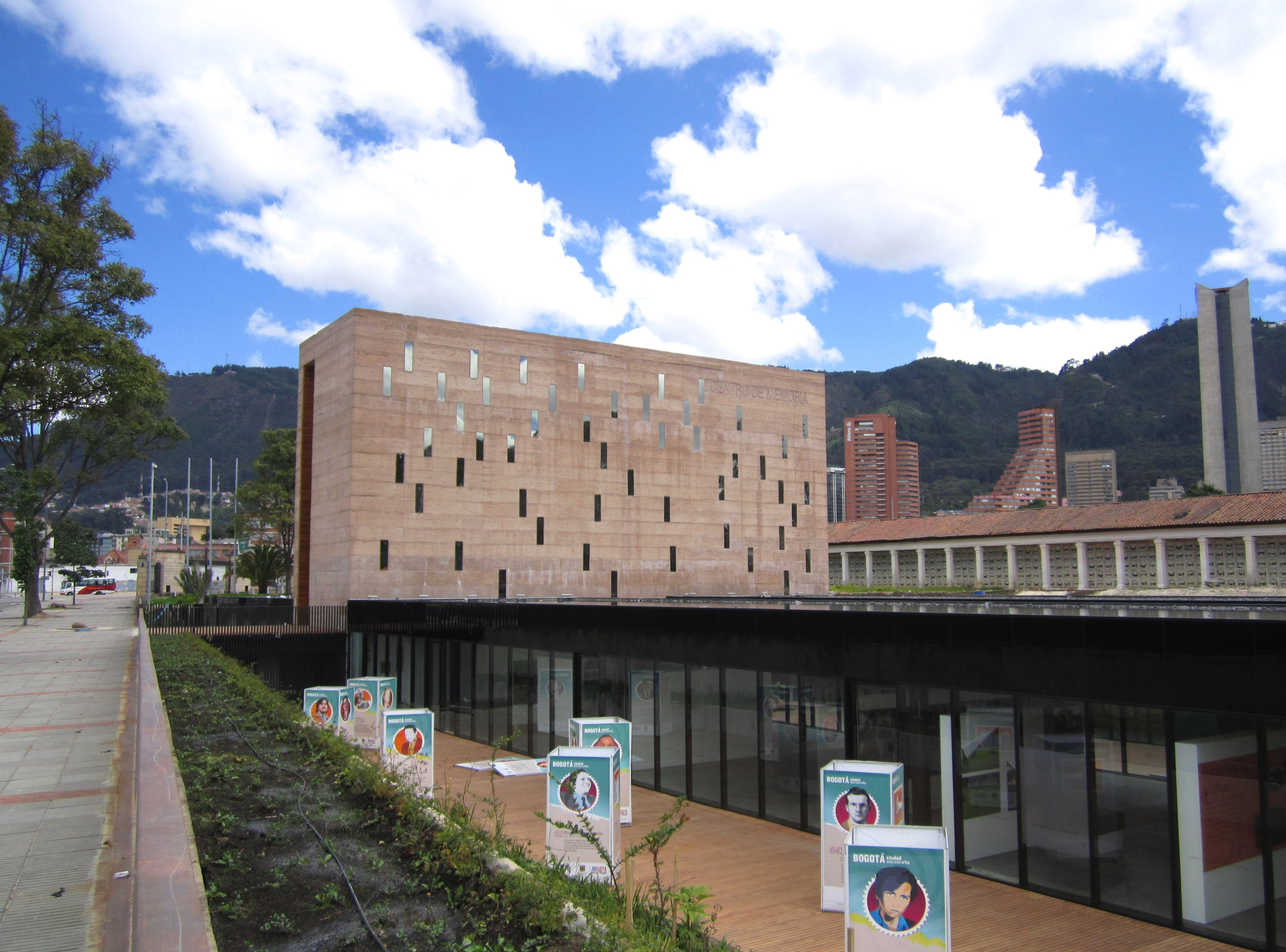
مركز السلام والذاكرة: "نصب تذكاري" لضحايا النزاع. في كولومبيا، يوم 9 أبريل هو يوم رمزي. وهو يوم للتذكر والتضامن مع ضحايا النزاع.

في ثمانينيات القرن الماضي تزايدت مستويات العنف بصورة كبيرة وذلك بسبب البداية بتهريب المخدرات في البلاد. بدايةً، بدأت مجموعة من الأمريكيين بتهريب المرجوانا خلال فترة الستينيات والسبعينيات. لاحقًا، بدأت المافيا الأمريكية بتأسيس تهريب المخدرات في كولومبيا بالتعاون مع منتجي المرجوانا المحليين. كان الكوكايين (ومخدرات أخرى) المُصنعة في كولومبيا يُستهلك بأكبر صورة في الولايات المتحدة بالإضافة لأوروبا. أصبحت الجريمة المنظمة في كولومبيا ذات سلطة أكبر مع بداية تهريب المخدرات من كولومبيا إلى الولايات المتحدة. بعد تفكيك الحكومة الكولومبية لعدد من كارتيلات (عصابات) المخدرات التي ظهرت في البلاد في ثمانينيات القرن الماضي، استأنفت المجموعات الحربية اليسارية والمنظمات شبه العسكرية اليمينية نشاطاتها في تهريب المخدرات وعادوا للابتزاز والخطف من أجل تمويل نشاطاتهم ما أدى لخسارتهم الدعم من المواطنين المحليين. ساعدت هذه الأموال في تمويل المجموعات شبه العسكرية والمجموعات الحربية وأدت إلى تمكن هذه المجموعات من شراء الأسلحة التي استُخدمت أحيانًا لمهاجمة الأهداف المدنية والعسكرية.
خلال فترة رئاسة ألفارو أوريبي، طبقت الحكومة المزيد من الضغط العسكري على القوات المسلحة الثورية الكولومبية والمجموعات الأخرى الخارجة عن القانون من أقصى اليسار. بعد الهجوم، تحسنت المؤشرات الأمنية. كجزء من عملية السلام المثيرة للجدل، توقفت قوات الدفاع الذاتي عن كولومبيا المتحدة (مجموعة شبه عسكرية يمينية) بصفتها منظمةً رسمية عن العمل. وصلت كولومبيا إلى درجة كبيرة في إنقاص إنتاج الكوكايين، ما حدا بقيصر المخدرات في البيت الأبيض (لقب غير رسمي للمسؤول عن سياسات المخدرات في المناطق المختلفة) آر. غيل كيرليكوفسكي إلى الإعلان أن كولومبيا لم تعد أكبر منتج للكوكايين في العالم. ما تزال الولايات المتحدة أكبر مستهلك للكوكايين والمخدرات الأخرى في العالم.
في فبراير عام 2008، تظاهر العديد من الكولومبيين ضد القوات المسلحة الثورية الكولومبية والمجموعات الأخرى الخارجة عن القانون. قرر 26,684 من مقاتلي القوات المسلحة الثورية الكولومبية وجيش التحرير الوطني التسرُّح منذ عام 2002. خلال تلك السنوات، تمكنت القوات المسلحة الكولومبية من تعزيز قوتها.
تُشير عملية السلام في كولومبيا عام 2012 إلى المحادثات في هافانا بكوبا بين الحكومة الكولومبية ومجموعات القوات المسلحة الثورية الكولومبية في مسعى لإيجاد حل سياسي للنزاع المسلح. بعد ما يقارب من أربع سنين من مفاوضات السلام، أعلنت الدولة الكولومبية والقوات المسلحة الثورية الكولومبية الإجماع على خطة من 6 نقاط نحو السلام والتصالح. بدأت الحكومة أيضًا عملية المساعدة والتعويض لضحايا النزاع. مؤخرًا، بدأ مناصرو الاتحاد الوطني إعادة تشكيل الحزب السياسي ضمن عملية التصالح الوطني. وافق الكونغرس الكولومبي على اتفاق السلام المُنقح.
في فبراير عام 2015، نشرت اللجنة التاريخية للصراع وضحاياه تقريرها بعنوان «المساهمة في فهم النزاع المسلح في كولومبيا». ساعدت الوثيقة، التي تعاملت مع الأسباب المضاعفة للصراع والعوامل الرئيسية والظروف التي جعلت من الصراع ممكنًا والآثار الأكثر وضوحًا على السكان، على فهم النزاع الكولومبي المسلح من حيث القانون الدولي.